# Hurst (Familienname)
Hurst ist ein Familienname.

## Namensträger

### A
- Alan Hurst (Cricketspieler) (* 1950), australischer Cricketspieler
- Alan Hurst (Politiker) (* 1945), britischer Politiker
- André Hurst (* 1940), Schweizer Altphilologe und Papyrologe
- Andy Hurst (* 1974), britischer Regisseur und Drehbuchautor
- Anne-Marie Hurst (* um 1965), englische Sängerin
- Art Hurst (1933–1993), kanadischer Eishockeyspieler

### B
- Ben Hurst, Pseudonym von Elizabeth Christitch (1861–1933), irische Journalistin und Autorin
- Brandon Hurst (1866–1947), englischer Schauspieler
- Brian Desmond Hurst (1895–1986), irischer Regisseur
- Bruce Hurst (* 1958), US-amerikanischer Baseballspieler

### C
- Cecil Hurst (1870–1963), britischer Jurist
- Charles Angas Hurst (1923–2011), australischer Mathematiker
- Charles Chamberlain Hurst (1870–1947), englischer Botaniker
- Chris Hurst (Fußballspieler) (* 1973), englischer Fußballspieler
- Chris Hurst (Politiker) (* 1987), US-amerikanischer Nachrichtenmoderator und Politiker
- Christopher Hurst (Politiker) (* 1954), US-amerikanischer Politiker
- Christopher Hurst (Cricketspieler) (1886–1963), englischer Cricketspieler

### D
- David Hurst (1926–2019), deutsch-amerikanischer Schauspieler
- Don Hurst (1905–1962), US-amerikanischer Baseballspieler

### E
- Emma Hurst (* 1996), britische Tennisspielerin

### F
- Fabienne Hurst (* 1987), deutsche Journalistin, Autorin und Filmemacherin
- Fannie Hurst (1889–1968), US-amerikanische Schriftstellerin

### G
- Geoff Hurst (* 1941), englischer Fußballspieler
- George Hurst (1926–2012), englischer Dirigent
- Glynn Hurst (* 1976), südafrikanischer Fußballspieler
- Gordon Hurst (1924–1980), englischer Fußballspieler
- Graham Hurst (* 1967), englischer Fußballspieler

### H
- Harald Hurst (1945–2024), deutscher Mundart-Dichter
- Harold Edwin Hurst (Abu Nil; 1880–1978), britischer Hydrologe
- Hayden Hurst (* 1993), US-amerikanischer American-Football-Spieler
- Hector Hurst (* 1992), britischer Autorennfahrer

### I
- Ian Hurst (* 1951), neuseeländischer Rugby-Union-Spieler
- Isabell Hurst (* 1999), deutsche Handballspielerin

### J
- Jack Hurst (* 1914), englischer Fußballspieler
- Jackson Hurst (* 1979), US-amerikanischer Schauspieler
- James Hurst (Schriftsteller) (* 1922), US-amerikanischer Schriftsteller
- James Hurst (Drehbuchautor), kanadischer Drehbuchautor und Produzent
- James Hurst (Footballspieler) (* 1991), US-amerikanischer American-Football-Spieler
- James Hurst (Fußballspieler) (* 1992), englischer Fußballspieler
- James Willard Hurst (1910–1997), US-amerikanischer Rechtshistoriker
- Joe Hurst (* 1999), walisischer Schauspieler
- John Hurst (Archäologe) (1927–2003), britischer Archäologe
- John Hurst (Sportschütze) (* 1933), US-amerikanischer Sportschütze
- John Hurst (Fußballspieler) (1947–2024), englischer Fußballspieler
- John Fletcher Hurst (1834–1903), amerikanischer Bischof in Des Moines und Universitätskanzler

### K
- Kevan Hurst (* 1985), englischer Fußballspieler

### L
- Lee Hurst (Komiker) (* 1962), britischer Komiker
- Lee Hurst (Fußballspieler) (* 1970), englischer Fußballspieler
- Len Hurst (1871–1937), britischer Extremlangstreckenläufer
- Lillian Hurst (* 1943), puerto-ricanische Komikerin und Schauspielerin

### M
- Marcus Hurst (* 1986), deutscher Handballschiedsrichter
- Marta Hurst (* 1992), portugiesische Volleyball- und Beachvolleyballspielerin
- Michael Hurst (* 1957), neuseeländischer Schauspieler und Regisseur
- Michelle Hurst (* vor 1974), US-amerikanische Schauspielerin
- Mike Hurst (* 1942), britischer Musikproduzent

### P
- Pat Hurst (* 1969), US-amerikanische Golfspielerin
- Paul Hurst (Schauspieler) (1888–1953), US-amerikanischer Schauspieler
- Paul Hurst (Fußballspieler) (* 1974), englischer Fußballspieler und -trainer

### R
- Ralph S. Hurst (1907–1972), US-amerikanischer Szenenbildner
- Raphael Hurst (1898–1981), englischer Philosoph, Mystiker und Autor, siehe Paul Brunton
- Reg Hurst (1917–1973), australischer Politiker
- Richard Hurst (Drehbuchautor), britischer Drehbuchautor und Dramatiker
- Richard Hurst (Schauspieler) († 1805), britischer Theaterschauspieler
- Richard Hurst (Cricketspieler) (1818–1873), britischer Cricketspieler
- Rick Hurst (1946–2025), US-amerikanischer Schauspieler
- Robert Hurst (* 1964), US-amerikanischer Bassist
- Ryan Hurst (* 1976), US-amerikanischer Schauspieler

### S
- Samia Hurst (* 1971), Schweizer Bioethikerin

### V
- Veronica Hurst (* 1931), englische Schauspielerin